# مفتی

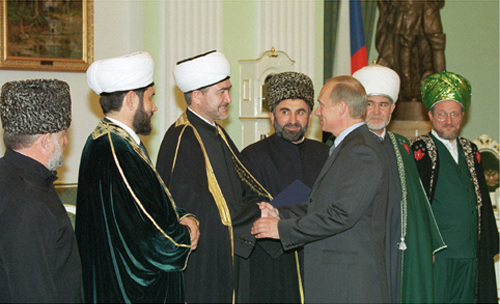
دیدار ولادیمیر پوتین با مفتی‌های ارشد روسیه

مُفْتی در لغت به معنای فتوا دهنده است و در اصطلاح به بلندمرتبه‌ترین روحانیون اهل سنت گفته می‌شود که حق صُدور فتوا را دارند.